# 本間絹子
本間 絹子（ほんま きぬこ、1970年 - ）は日本のCMプランナー、コピーライター。電通所属。聖心女子学院高等科、早稲田大学第一文学部心理学科卒業。1993年入社（同期には高崎卓馬・窪本心介・さかはらあつし・中山泰秀らがいる）、クリエイティブ局に配属される。

## 人物
サントリー・燃焼系アミノ式（2003年）など耳に残る印象的なCMソングを多数作詞作曲しており、自ら歌もこなすこともある。音楽経験は深いわけではなく、ピアノやギターを習ったこともあるが長続きはせず、学校で聖歌のソロを担当したことがある程度だった。たまたま広告主に対するプレゼンテーションで歌を持ち込んだところ、プロの音楽家が作り直したものより自身で歌った仮歌の方がいいと上司に判断され決まった。その5年ほど後に燃焼系アミノ式のCMで一躍注目されることになった。

## 主なCM作品
- サントリー燃焼系アミノ式
- サントリー清流七茶
- 資生堂フィーノ ※2005 45th ACC CM FESTIVAL ベスト音楽賞（作詞、作曲、歌唱） 受賞
- トヨタ自動車パッソ
- 資生堂フェルゼア
- 日清食品焼きそばUFO
- トヨタ自動車ヴィッツ
- CanCam愛の栄養
- ミツカンサラダをおいしく食べるお酢
- au by KDDI家族通話無料
- 板硝子協会エコガラス
- サンシャイン国際水族館
- 明治乳業明治おいしい牛乳
- 花王メリット
- アサヒグループ食品エビオス

## CM以外の作品
- NHKみんなのうた『おはようのうた』